# 양주 회암사지
{{문화재 정보
| 이름 = 양주 회암사지
(楊州 檜巖寺址)
| 그림 = Ruin of Hoeam-sa.jpg
| 그림설명 = 
| 국가 =  대한민국
| 유형 = 사적
| 번호 = 128
| 지정 = 1964년 6월 10일
| 해지 = 
| 주소 = 경기도 양주시 회암동 산14번지
| 시대 = 고려시대
| 소유 = 
| 참고 = 
| 면적 = 
| 수량 = 333,233m2
| 전승지 = 
| 전승자 = 
| 지도 = 대한민국
| 띄움 = 
| 꼬리표 = 양주 회암사지
| 너비 = 
| 대체지도 = 
| 설명 = 
| 좌표 = 북위 37° 50′ 42.2″ 동경 127° 6′ 17.1″ / 북위 37.845056°  동경 127.104750° 
| 웹사이트 = 
| 문화재청 = 13,01280000,31
}
양주 회암사지(楊州 檜巖寺址)는 경기도 양주시 회암동, 천보산의 서남 기슭에 인도의 승려 지공이 처음 지었다는 회암사가 있던 자리다. 1964년 6월 10일 사적 제128호로 지정되었다. 1964년 사적 지정 당시 문화재 명칭은 회암사지(檜巖寺址)였으나 지역명 병기 및 한글맞춤법(띄어쓰기)을 적용하여 2011년 7월 28일 양주 회암사지(楊州 檜巖寺址)로 명칭을 변경했다.

## 개요
고려 충숙왕 15년(1328) 원나라를 통해 들어온 인도의 승려 지공이 처음 지었다는 회암사가 있던 자리이다. 그러나 회암사가 지어지기 이전에도 이 곳에는 이미 절이 있었던 것으로 추측된다.
조선 전기 이색이 지은『천보산회암사수조기』에 의하면, 고려 우왕 2년(1376) 지공의 제자 나옹이 “이곳에 절을 지으면 불법이 크게 번성한다”는 말을 믿고 절을 크게 짓기 시작하였다고 한다.
조선 전기까지도 전국에서 가장 큰 절이었다고 하는데, 태조 이성계는 나옹의 제자이면서 자신의 스승인 무학대사를 이 절에 머무르게 하였고, 왕위를 물려준 뒤에는 이곳에서 수도생활을 하기도 했다. 성종 때는 세조의 왕비 정희왕후의 명에 따라 절을 크게 넓히는데 13년이나 걸렸다고 한다. 그 후 명종 때 문정왕후의 도움으로 전국 제일의 사찰이 되었다가, 문정왕후가 죽은 뒤에 억불정책으로 인하여 절이 불태워졌다.
이 절이 있던 자리에서 500m 정도 올라가면 지금의 회암사가 있는데, 그 부근에는 중요 문화재들이 남아있다.
고려시대에 세운 나옹의 행적을 새긴 회암사지선각왕사비(보물 제387호)를 비롯하여, 지공의 부도 및 석등(경기도유형문화재 제49호)·회암사지부도(보물 제388호)·나옹의 부도 및 석등(경기도유형문화재 제50호)와 조선시대에 만들어진 쌍사자석등(보물 제389호)·무학대사비(경기도유형문화재 제51호)·회암사지부도탑(경기도유형문화재 제52호)·어사대비(경기도유형문화재 제82호)·맷돌(경기도민속자료 제1호)과 당간지주, 건물의 초석들이 남아있다.
이 사찰은 평지가 아닌 산간지방에 위치하면서도 평지에 있는 절에서 볼 수 있는 남회랑을 만든 점에서 고려시대의 궁궐이나 사찰 배치형식을 보이고 있는 것이 주목된다.

## 관련된 문화재

### 보물
- 양주 회암사지 선각왕사비 - 보물 제387호
- 양주 회암사지 무학대사탑 - 보물 제388호
- 양주 회암사지 무학대사탑 앞 쌍사자 석등 - 보물 제389호
- 양주 회암사지 사리탑 - 보물 제2130호

### 경기도 유형문화재
- 양주 회암사 목조여래좌상 및 복장물 - 경기도 유형문화재 제206호

### 경기도 민속문화재
- 회암사지맷돌 - 경기도 민속문화재 제1호

### 경기도 문화재자료
- 양주회암사지공선사부도비 - 경기도 문화재자료 제135호

## 같이 보기
- 회암사 - 경기도 양주시 회암동, 천보산에 있는 대한불교조계종 제25교구 본사인 봉선사(奉先寺)의 말사이다.

## 사진

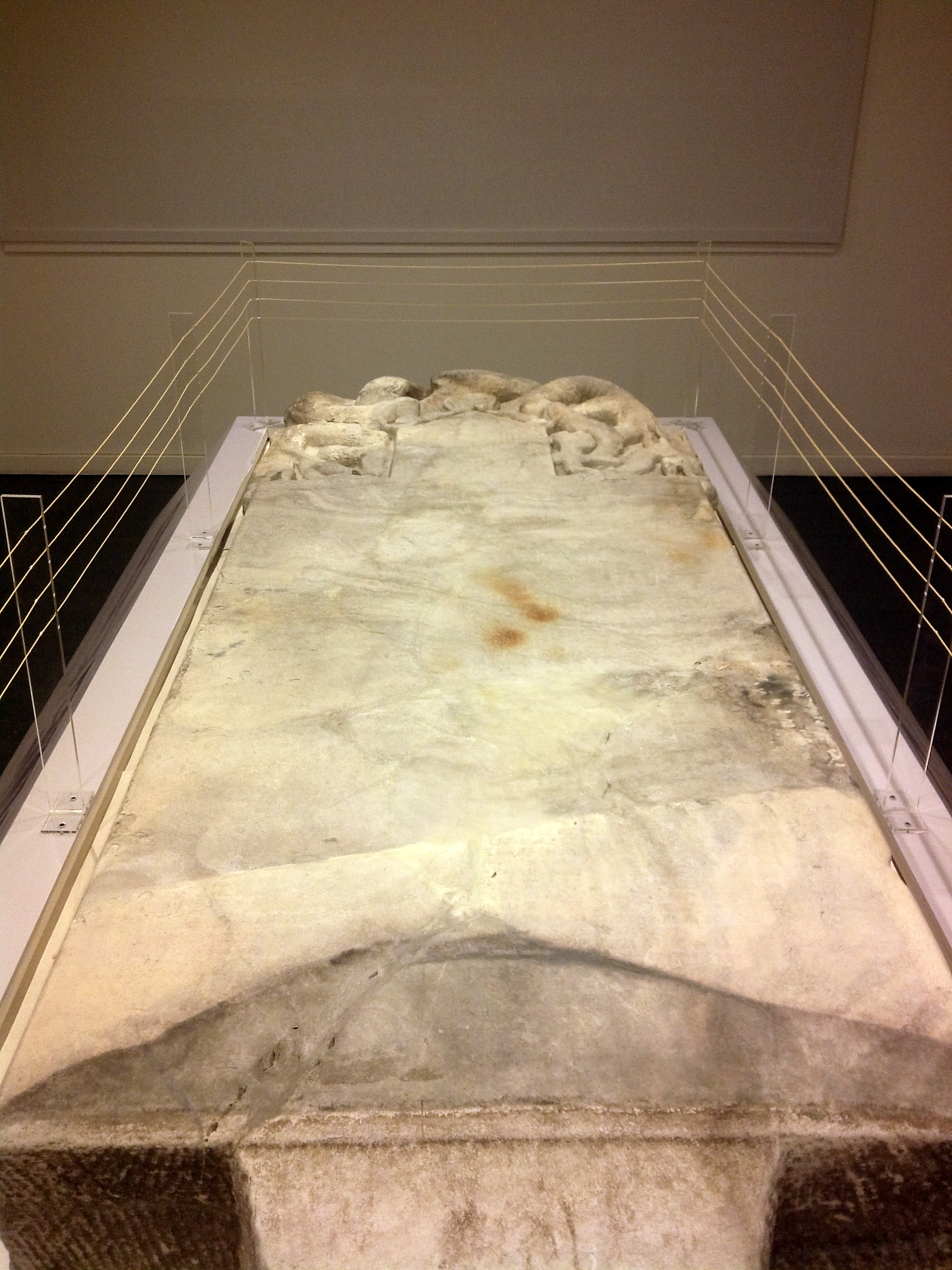
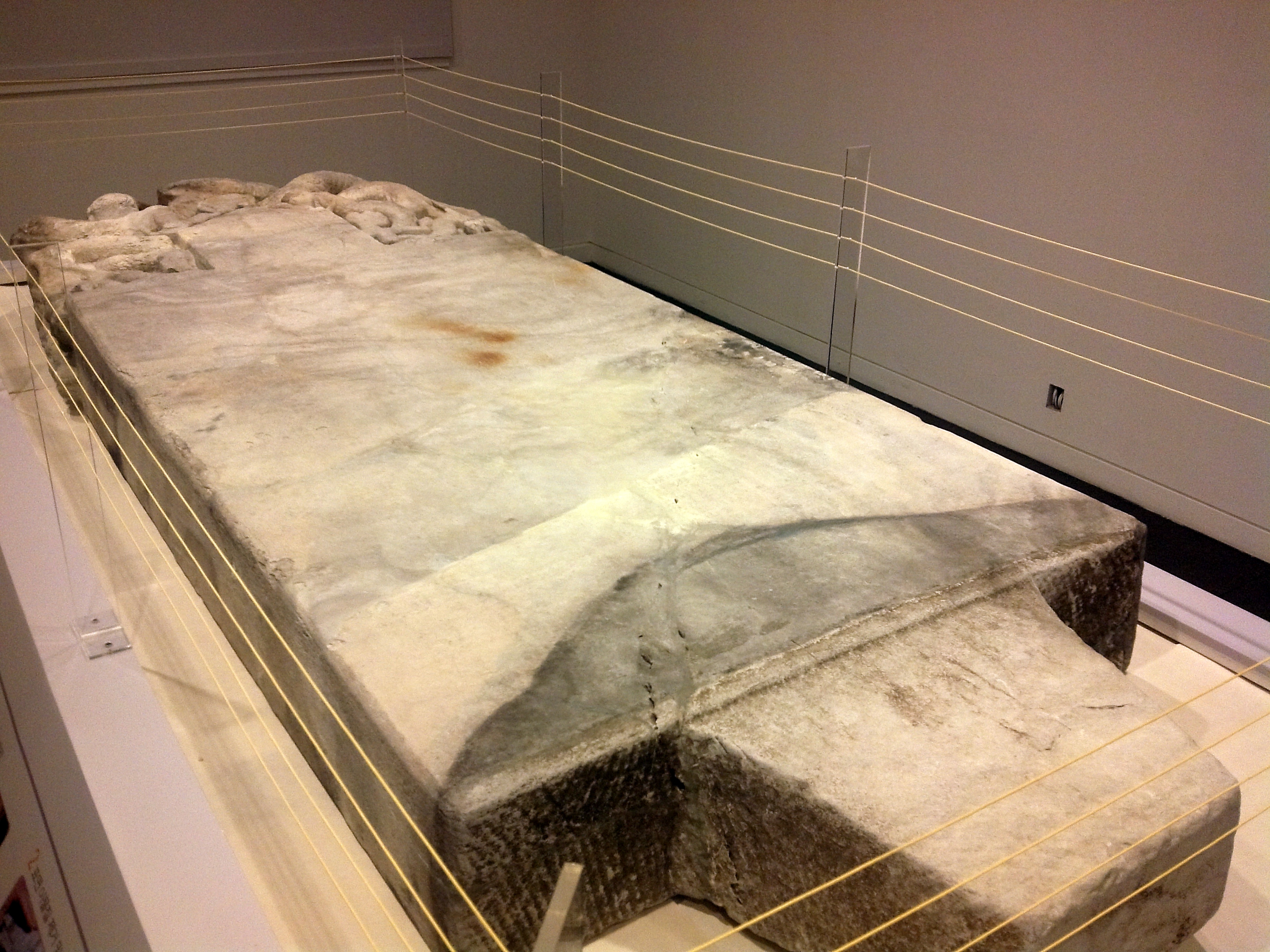
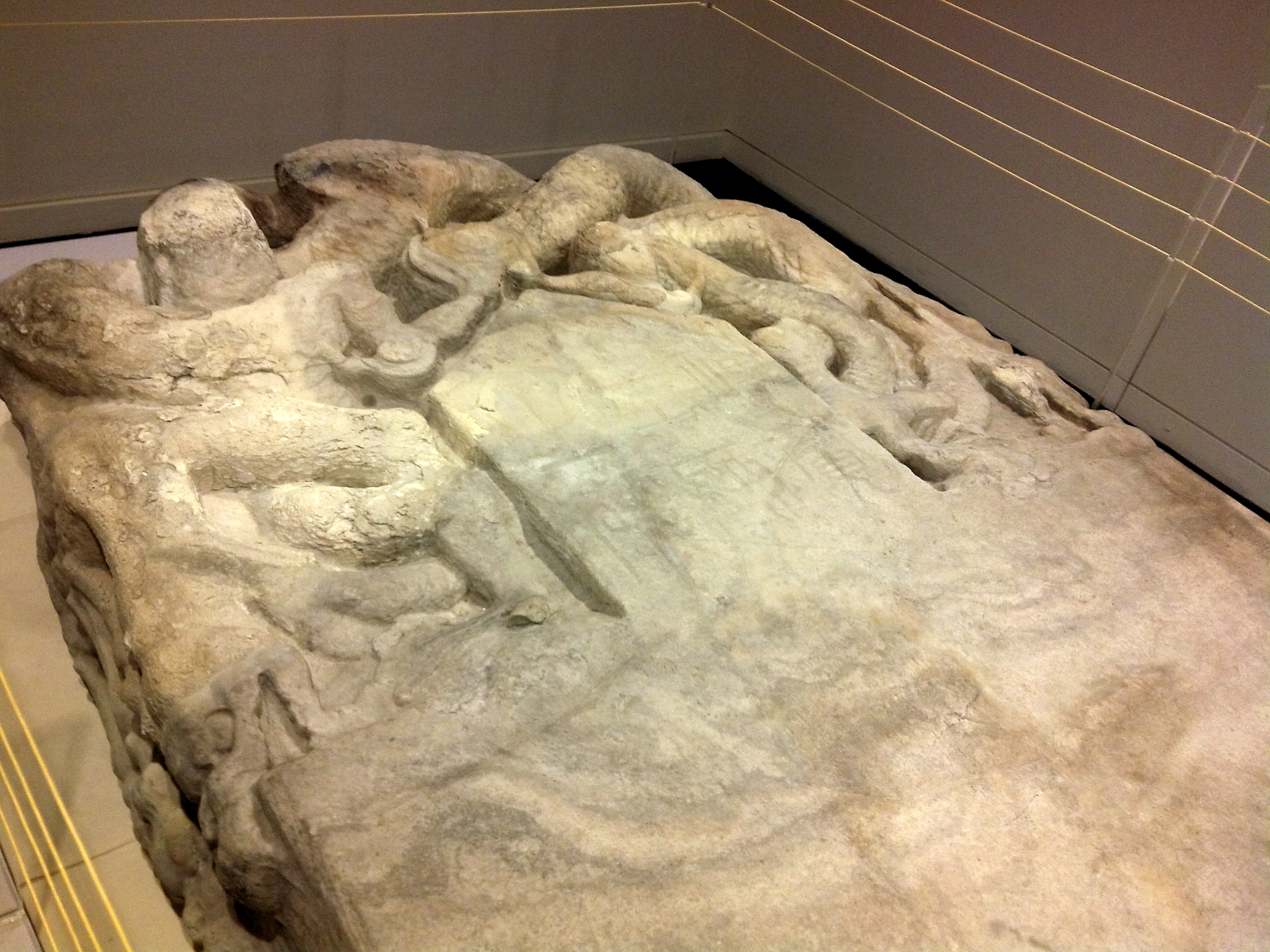

## 참고 자료
- 양주 회암사지 - 국가유산청 국가유산포털
- 이 문서에는 다음커뮤니케이션(현 카카오)에서 GFDL 또는 CC-SA 라이선스로 배포한 글로벌 세계대백과사전의 내용을 기초로 작성된 글이 포함되어 있습니다.